# Grand Jument
Vous lisez un « article de qualité » labellisé en 2012.
La Grand Jument (ou grant jument, grand'jument) est une jument de taille gigantesque qui sert de monture aux géants dans plusieurs œuvres de la Renaissance. Issue de traditions médiévales, elles-mêmes inspirées de la mythologie celtique, elle apparaît dans Les grandes et inestimables chroniques du grant et énorme géant Gargantua, rédigées en 1532, dans lesquelles Merlin la crée sur une montagne à partir d'ossements.
Ces Chroniques inspirent François Rabelais, lequel reprend en grande partie ce récit et la jument comme monture de Gargantua dans La vie très horrifique du grand Gargantua, père de Pantagruel, publié cinq ans plus tard. Affublée d'une description parodique, la jument venue d'Afrique noie ses ennemis sous son urine et rase tous les arbres de la Beauce, transformant la région en plaine.
Cet animal serait issu d'un dragon primitif modeleur du paysage ou de la monture de plusieurs dieux celtes. Il partage la même origine que le cheval Bayard, d'après Henri Dontenville et Claude Gaignebet. Des toponymes lui sont dédiés, sans qu'un lien avec les écrits de la Renaissance ne soit forcément connu.

## Origine

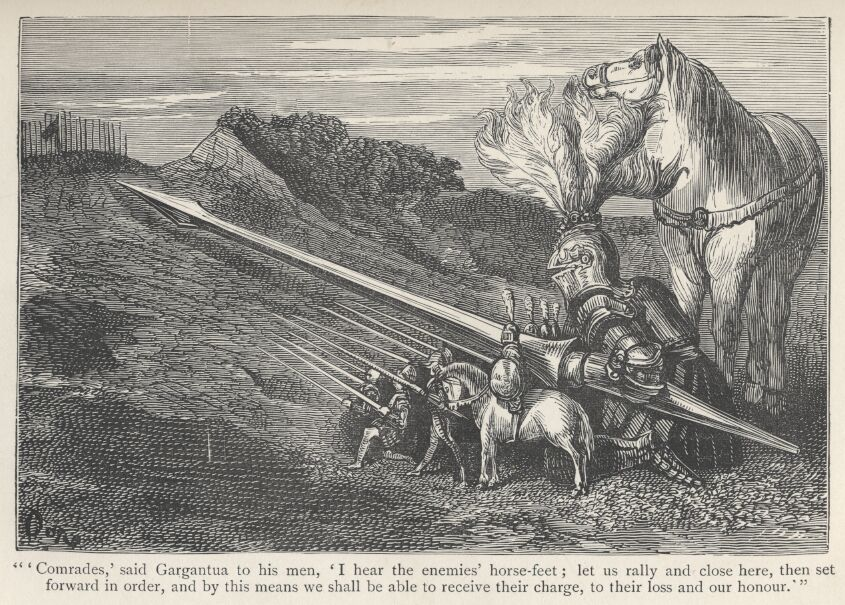
La Grand Jument de Gargantua, à droite sur cette gravure de Gustave Doré.

Mentionnée dans deux œuvres littéraires majeures de la Renaissance, la Grand Jument est vraisemblablement issue de traditions orales populaires plus anciennes. Plusieurs théories existent quant à son origine, la majorité ont été émises par Henri Dontenville.
Pour lui, cette jument est originellement de couleur blanche, ce qu'il met en relation avec la très ancienne présence du cheval blanc dans les croyances françaises. Elle serait chevauchée par un géant anguipède (à queue de reptile) dans ses plus anciennes versions. Le géant Gargantua est lui-même la réminiscence de Gargan, un démiurge connu des peuples celtes, bâtisseur et créateur, qui aurait tracé les chemins de pèlerinage préchrétiens, créé des gouffres et des montagnes en posant et levant ses pieds du sol, créé des gués en buvant à certains cours d'eau et des rivières en urinant. Toujours selon Dontenville, jument et cavalier étaient autrefois confondus sous la forme d'un dragon, ainsi que l'atteste l'étymologie en « g-r-g » des géants de Rabelais (Grandgousier, Gargamelle et Gargantua), renvoyant à celle du dragon.
Par conséquent, la Grand Jument partagerait la même origine que le cheval Bayard, celle d'un gigantesque dragon primitif transformant les paysages par ses actions.
Une autre théorie est celle d'une réminiscence de la déesse gauloise psychopompe Épona, dont la Grande Jument serait la monture. L'origine celte est en tout cas évoquée, puisqu'Henri Dontenville a relevé que plusieurs dieux y sont accompagnés « d'un cheval blanc ou d'une blanche jument » qui parcourent toujours la direction est-ouest, font jaillir des sources sur leur passage, et amènent le soleil. Ce motif symbolique est mis en exergue par Jacques Duchaussoy, la direction que prend cette jument en courant en fait un animal solaire.

## Attestations et toponymes

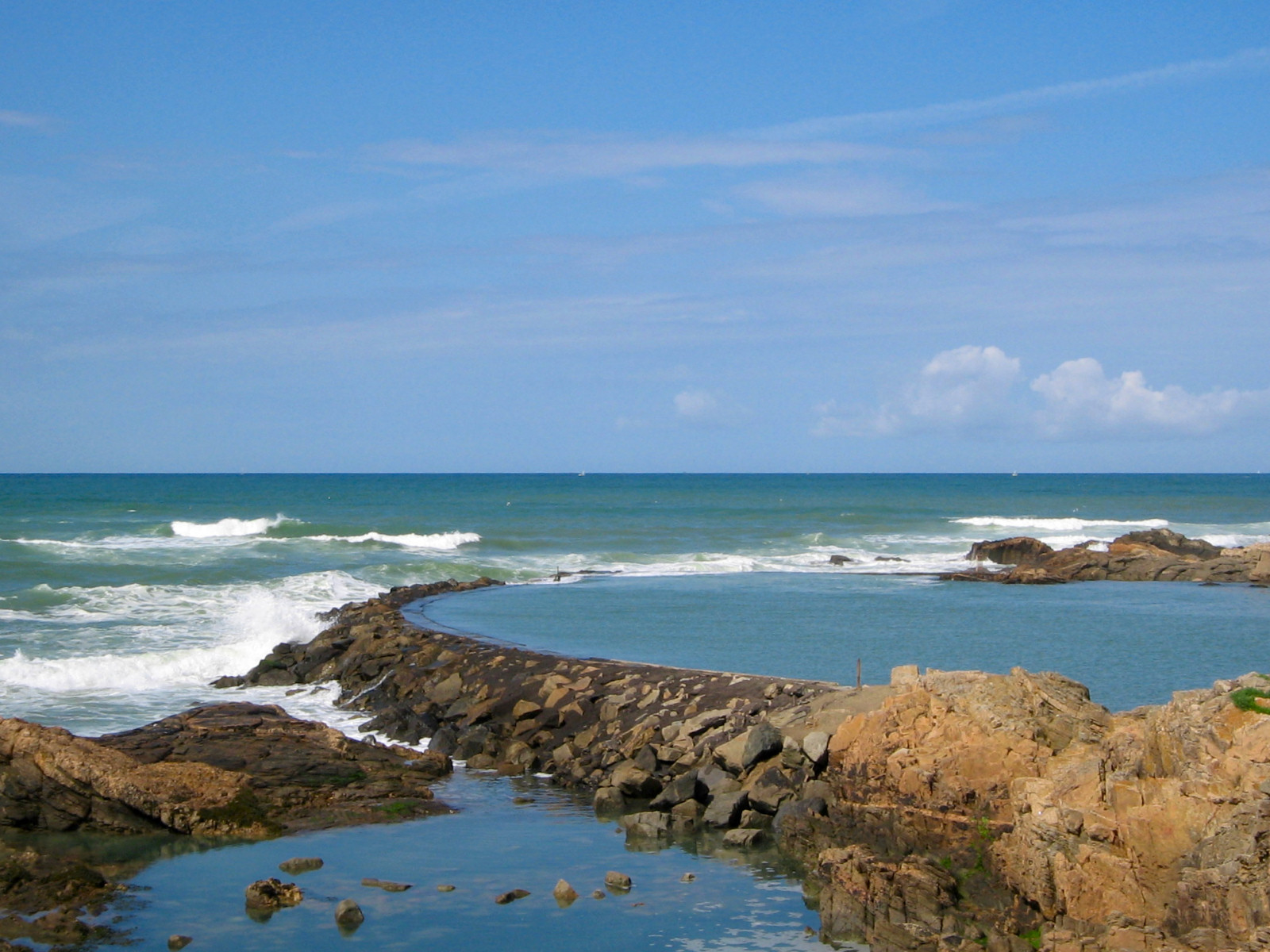
La côte Atlantique à hauteur des Sables-d'Olonne, où plusieurs rochers portent des noms de chevaux et de juments.

Le nom de « Grand Jument » ou « Grande Jument » est présent dans des toponymes et des croyances françaises, en particulier sur la côte ouest pour désigner la mer, sans qu'un lien soit toujours établi avec la jument littéraire. En général, ces chevaux sont blancs, il existait d'ailleurs une auberge du cheval blanc sur le quai de Grand'Jument, au bord de la Loire, à Tours. Un monolithe de granit de 25 sur 5 mètres nommé « La Grand'Jument », à Montgothier, a été exploité de 1800 à 1803 par un carrier du nom de Ernest Poulain, qui détruisit en outre un autre bloc de granit à légendes du voisinage,.
Paul Sébillot relève, lors de ses collectages des traditions populaires, qu'en Poitou on nomme la mer « la grand Jument blanche ». En Vendée, le même nom est employé par les pêcheurs. Au XVIe siècle, Noël du Fail décrit la mer comme la « grand Jument Margot, qui se bride par la queue ». Au large d'Ouessant, le phare de la Jument est édifié sur le récif d'Ar Gazec (« la jument » en breton).
Bernard M. Henry, de l’association des Amis des Rabelais et de La Devinière, relève l'existence de plusieurs rochers nommés « Les Chevaux », « La Jument » et « La Grande Jument », aux Sables-d'Olonne. Il suppose que l'existence de ces toponymes a poussé Rabelais à s'inspirer de cette ville plutôt que d'une autre pour décrire l'arrivée de la Grand Jument. D'après la société de mythologie française, le folklore populaire a retenu deux empreintes gigantesques de cette jument, l'une dans les monts du Jura, et la seconde en Normandie.

## La Grant Jument dansLes grandes et inestimables chroniques du grant et énorme géant Gargantua

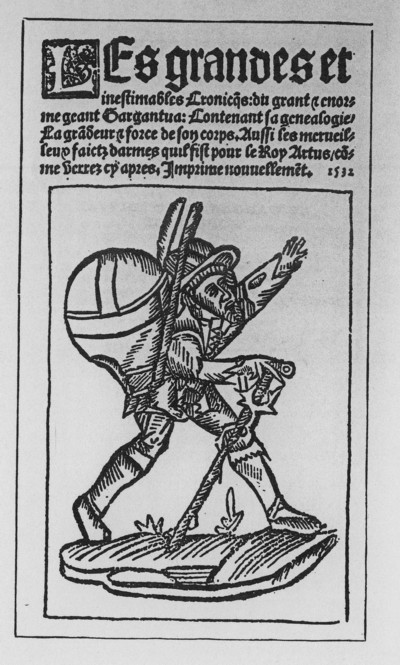
Les grandes et inestimables chroniques du grant et énorme géant Gargantua, 1532, frontispice, auteur inconnu.

La Grant Jument apparaît dans Les grandes et inestimables chroniques du grant et énorme géant Gargantua, texte anonyme rédigé en 1532 à partir de récits médiévaux plus anciens, comportant des références à la matière de France et à la matière de Bretagne. Elles rapportent que Merlin conseille au roi Arthur de se mettre en garde contre ses ennemis, et en quittant la cour du roi, s'installe sur le Mont d'Orient pour y fabriquer les géants Grandgousier et Gallemelle à partir d'ossements de baleine. Enfin, il crée la Grant Jument à partir d'os de jument,,,. Ce thème d'une création à partir d'ossements pourrait renvoyer à un motif chamanique, selon Bernard Sergent. Quoi qu'il en soit, la Grant Jument est indéniablement une créature féerique, en tant que création forgée par Merlin.
L'animal est destiné à servir de monture aux géants. C'est une grande jument flamande, si puissante qu'« elle les portait [Grandgousier et Gallemelle] aussi bien tous deux que le fait un cheval de 10 écus un simple homme »,.
Elle appartient à Gallemelle et Grandgousier, qui mettent au monde Gargantua. Lorsque le jeune géant atteint l'âge de sept ans, ses parents décident de le présenter au roi Arthur. Au moment du départ, Merlin leur dit : « vous tournerez la teste de vostre jument vers Occident et la laissez aller et elle vous conduira bien sans faillir ». La queue de la jument devient une hache. Gargantua lui pend au col les cloches de la cathédrale Notre-Dame de Paris, et lorsque le jeune géant entre au service d'Arthur, il laisse sa jument dans la forêt de Bruyères-le-Châtel.
La question de savoir si Rabelais lui-même n'est pas l'auteur de ce texte, du moins en partie, reste disputée.

## La Grand Jument dans les œuvres de Rabelais

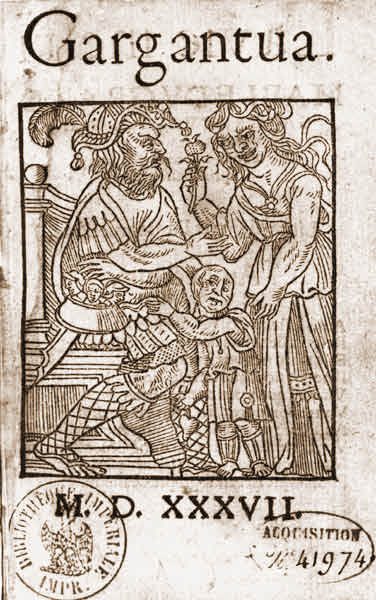
Frontispice de l’œuvre de François Rabelais, Gargantua, illustration par Denis de Harsy, 1537.

François Rabelais s'inspire de cette Grant Jument présentée dans les Chroniques, et des traditions populaires de son époque, pour créer la monture du géant Gargantua dans ses œuvres, La vie très horrifique du grand Gargantua, père de Pantagruel et fils de Grangousier, rédigée en 1534, et ses suites. Il s'éloigne du conte merveilleux, genre auquel appartiennent les Chroniques, notamment en ce qui concerne la nature de la jument. Le Gargantua est un roman d'apprentissage et une parodie des récits de chevalerie médiévaux, la Grande Jument est d'ailleurs donnée au jeune géant par Grandgousier, pour lui permettre de partir s'instruire à Paris.
Dans le texte de Rabelais, Gargantua est entraîné dès l'enfance à l'art de l'équitation sur des chevaux factices. La jument est évoquée une première fois au chapitre XVI,, qui reprend presque textuellement un passage des Chroniques, et leur emprunte aussi le vol des cloches de Notre-Dame que le géant accroche au cou de sa jument (mais le passage prend sous la plume de Rabelais une nouvelle dimension en abordant les thèmes de la culture, la politique, la morale, la religion et l'esthétique). Le géant quitte ensuite Paris sur le dos de sa jument pour défendre le pays, et croise une troupe d'ennemis. La jument les noie dans son urine.
D'autre part, ce chapitre XVI, avec sa jument traitée sur le ton de la fable, marque une rupture de ton dans le récit, passant à un burlesque plus populaire et moins érudit. Il a une fonction comique, et d'après George Hoffman, « résiste à l'interprétation pédagogique ou ésotérique », Rabelais y écartant les éléments surnaturels, dans un style très différent des Chroniques ou des Quatre fils Aymon : en filigrane, ce chapitre évoque les préoccupations des paysans et du peuple citadin, et donc la relation entre l'homme et la nature. Claude Gaignebet, au contraire, compare la Grande Jument au cheval Bayard de la Chanson des quatre fils Aymon, disant qu'il s'agit d'une créature magique issue du folklore populaire, en lien avec la tradition alchimique et érudite grâce à son créateur, Merlin.
D'anciennes théories voyaient dans la source d'inspiration de la Grand Jument la comtesse Diane de Poitiers, surnommée « la Grande sénéchale » à l'époque de Rabelais.

### Description
« Plus grande et plus monstrueuse jument qu'on eut jamais vu », la Grand Jument est originaire d'Afrique, c'est un cadeau envoyé par « Fayoles, quart roy de Numidie ». Elle ne sert que de moyen de transport aux géants, elle est elle-même transportée jusqu'à Olone, en Thalmondoys, par quatre navires dont trois grands vaisseaux à voile génois, les « carracques ». Sa taille est celle de « six orifans » (éléphants), elle a des oreilles pendantes de chèvre du Languedoc, les « pieds fendus en doigts comme le cheval de Jules César [...] et une petite corne au cul ». Sa robe alezane brûlée est grise pommelée par endroits.

« [...] les aureilles ainsi pendentes comme les chievres de Languegoth et une petite corne au cul. Au reste avoit poil d'alezan toustade, entreillizé de grizes. »

— François Rabelais, La vie très horrifique du grand Gargantua, père de Pantagruel
La Grand Jument n'échappe pas à la description parodique et humoristique qu'affectionne particulièrement Rabelais, notamment en ce qui concerne son gigantisme. Gargantua se rend à Paris en quelques foulées du galop de cette jument puis retrouve son père en un instant, mais c'est surtout l'urine de la jument qui provoque le comique. En effet, « elle prouve son efficacité par l'abondance de son urine », mais si Gargantua créé le Rhône en pissant, les effets de la miction de la jument ne sont détaillés ni dans les Chroniques, ni chez Rabelais :

« Et dist Phistoire, que si la grand jument de son pere y eust este et pisse pareillement, qu'il y eust eu deluge plus enorme que celluy de Deucalion : car elle ne pissoit foys qu'elle ne fist une riviere plus grande que n'est le Rosne. »

— François Rabelais, Pantagruel, chapitre XXVIII,
Sa queue grande de deux cents brasses est « comme la pile Sainct Mars », une tour quadrangulaire située près de Langeais. Elle traine derrière la jument, et se divise en quelques branches.
Elle illustre la vision de l'Afrique, à l'époque, comme d'une « terre de l'animalité », et ses puissantes ruades ne renvoient pas, selon Guy Demerson, à une créature surnaturelle comme dans les Chroniques, mais à l'animalité d'une simple créature monstrueuse. En revanche, selon George Hoffmann, cette description est apparentée au « merveilleux naturel » et fait appel à des comparaisons animales pour appuyer la « puissance génératrice de la nature ».

### Épisode de la Beauce

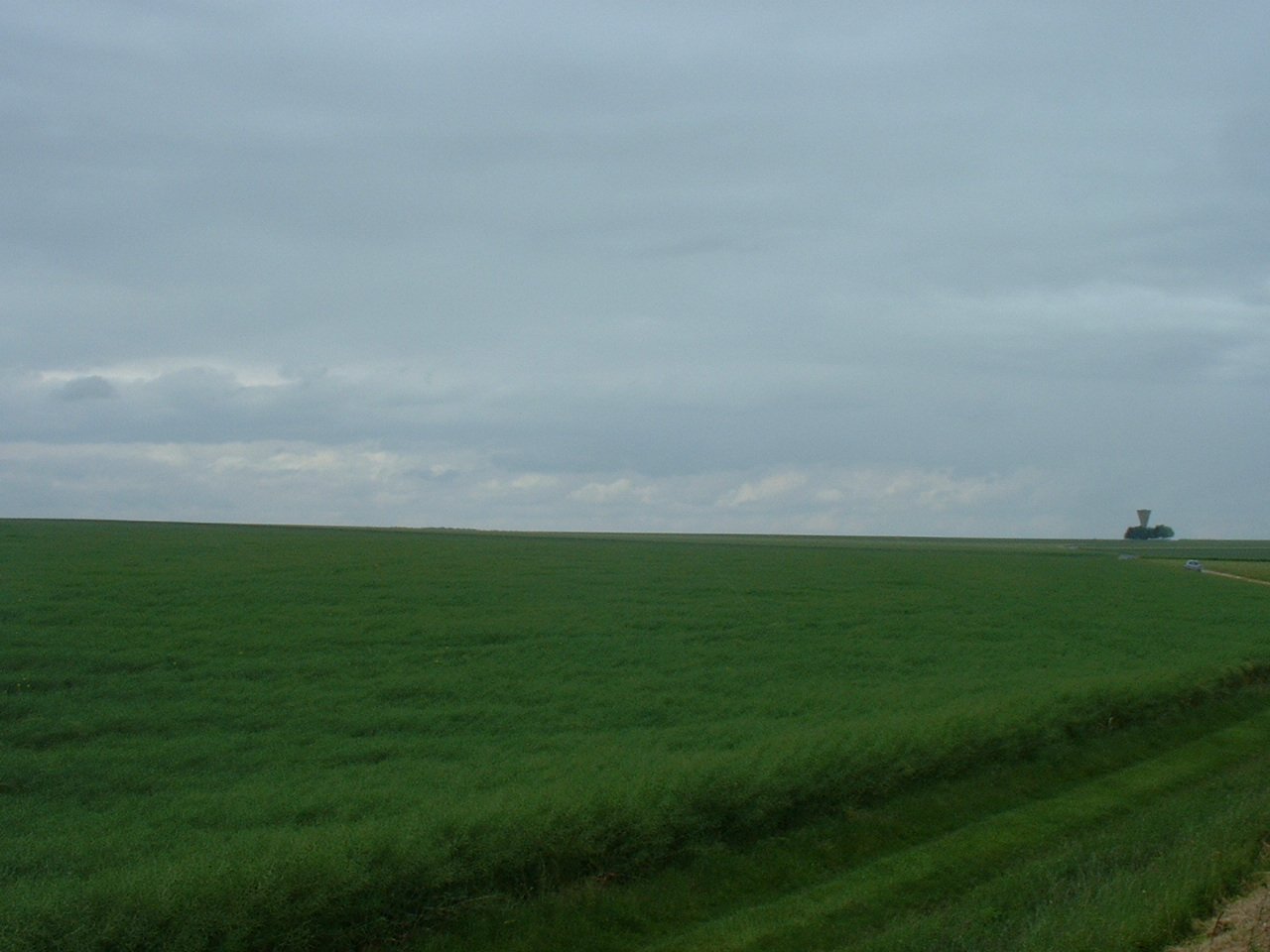
Paysage typique de la Beauce : une plaine défrichée.

Lorsque Gargantua reçoit la Grand Jument en cadeau, il décide de partir immédiatement pour Paris. La Beauce est sur son chemin. Rabelais invente alors une nouvelle étymologie fantaisiste de ce nom, impliquant la jument. Ce passage correspond à une « phase de développement du héros », qui est « proche de son gros cheval comme il serait proche d'un petit chien ».
La Beauce est recouverte d'une vaste forêt de 35 lieues de long et 17 de large, infestée de mouches et de frelons s'attaquant aux chevaux. Piquée par plusieurs d'entre eux alors qu'elle s'y est engagée, la Grand Jument se défend à l'aide de sa queue. Elle rue et fouette l'air dans tous les sens, ce qui a pour effet de raser la totalité de la forêt. À la place de celle-ci s'étend alors une vaste campagne, à propos de laquelle Gargantua s'exclame : « Je trouve beau ce. » D'où le nom de Beauce donné à la région traversée,,.
Gargantua prend plaisir en voyant les saccages de sa monture, mais se garde de le montrer, ce qui est typiquement une réaction d'adolescent. La jument se livre finalement au travail de défrichage tel que l'effectuaient les paysans de l'époque. Cet épisode témoigne d'une perception de la forêt comme d'un lieu hostile, et de la campagne défrichée comme un beau spectacle, mais la Beauce est réputée à la même époque pour être un pays monotone et plat sans repères. La déforestation est alors au centre de tensions entre l’autorité royale, la bourgeoisie et les paysans. Cet épisode pourrait refléter la lutte contre le « pâturage illicite » du bétail et des chevaux dans les zones forestières, d'autant que la monture de Gargantua appartient aux types d'animaux interdits de pâture dans les forêts.
Cet épisode est présent dans les Chroniques, avec quelques différences puisque la destruction des forêts de Champagne y précède celle de la Beauce.

## Note
1. 1 2  Dans l’œuvre de Rabelais, 
Olone, en Thalmondoys est un port imaginaire qui correspondrait au port des Sables-d'Olonne, en Vendée, très actif à l'époque de l'auteur.